# Sōichirō Tomioka
Pour les articles homonymes, voir Tomioka (homonymie).
Sōichirō Tomioka (富岡 惣一郎, Tomioka Sōichirō) est un peintre abstrait japonais du XXe siècle, né en 1922 à Takada (région située au sud de la ville moderne de Niigata, qui est aujourd'hui la capitale de la préfecture de Niigata) et mort en 1994.

## Biographie
Sōichirō Tomioka se forme à la peinture en autodidacte.
De 1953 à 1965, il est directeur artistique de la société d'industrie chimiques Mitsubishi et, en 1963, il visite les États-Unis. Il vit à Tokyo.
Il participe à des expositions de groupes, dont :
en 1953, Association Shinseisaku, à Tokyo.
en 1962, exposition d'Art Japonais Contemporain à Tokyo où il remporte le premier prix.
en 1963, Biennale de São Paulo.
en 1963, VIIe Biennale de Tokyo.
en 1965, VIIIe Biennale de Tokyo.
en 1966, Nouvelles Sculptures et Peintures Japonaises au Musée d'art Moderne de New York.
en 1966, première JAFA aux États-Unis.
Il montre aussi ses œuvres dans plusieurs expositions personnelles à Tokyo.

## Musées
De ses œuvres sont conservées au Musée de Arte Moderne de São Paulo, et au Musée National d'Art Moderne de Tokyo.